# Funkhaus am Hans-Rosenthal-Platz
Das RIAS-Funkhaus am Hans-Rosenthal-Platz im Berliner Bezirk Tempelhof-Schöneberg wurde ursprünglich als Bürogebäude für die Bayerische Stickstoffwerke AG errichtet. Nach dem Umbau beherbergte es 1948–1993 den Sender RIAS Berlin. Es ist nicht nur architektonisch, sondern auch in der Geschichte des Hörfunks in Deutschland von Bedeutung. Seit 1. Januar 1994 ist es Sitz von DeutschlandRadio Berlin (heute: Deutschlandfunk Kultur).

## Lage
Der Haupteingang liegt am – zum Ortsteil Wilmersdorf gehörenden – Hans-Rosenthal-Platz, gegenüber dem Volkspark Wilmersdorf. Die Fassade erstreckt sich entlang der Mettestraße bis zum benachbarten Rückert-Gymnasium und entlang der Fritz-Elsas-Straße. Nur einige hundert Meter entfernt jenseits des angrenzenden Rudolph-Wilde-Parks befindet sich das Rathaus Schöneberg.

## Baugeschichte und Nutzung bis 1945
Das Gebäude wurde 1938–1941 als Neubau für die 1908 gegründete Bayerische Stickstoffwerke AG errichtet, weil der alte Firmensitz im Ortsteil Mitte im Zuge der nationalsozialistischen Hauptstadtplanung aufgegeben werden musste.
Die Bayerische Stickstoffwerke AG war eng mit der I.G. Farben verflochten und gehörte während der Zeit des Nationalsozialismus zu den kriegswichtigen Zulieferern der deutschen Rüstungsindustrie. Deshalb konnten die Bauarbeiten auch nach Beginn des Zweiten Weltkriegs im Jahr 1939 trotz Baustopps mit Zustimmung des Generalbauinspektors für die Reichshauptstadt aufgrund einer Sondergenehmigung weitergeführt und 1941 beendet werden.
Das von dem Architekten Walter Borchard entworfene Verwaltungsgebäude war im Juli 1939 im Rohbau fertig. Borchard war langjähriger Mitarbeiter im Architekturbüro von Paul Mebes und hatte 1914 bei der Konstruktion des nahegelegenen Nordsternhauses erste Erfahrungen mit runden Ecklösungen gemacht.
Die runde Ecke am Hans-Rosenthal-Platz gegenüber dem Volkspark Wilmersdorf verleiht dem eindrucksvollen Bau seine charakteristische raumgreifende Wirkung im Stadtbild. Obwohl in der NS-Zeit errichtet, ist die Architektur dem Baustil der Neuen Sachlichkeit verpflichtet. Es ist ein zweckmäßiges fünfgeschossiges Bürogebäude über einem winkelförmigen Grundriss mit einer schmucklosen hell verputzten Fassade. Quadratische, mit Natursteingewänden gerahmte Fenster gliedern die ersten vier Etagen, während sie im oberen Geschoss hochrechteckig sind. Der Bau hat ein Satteldach mit Gauben.

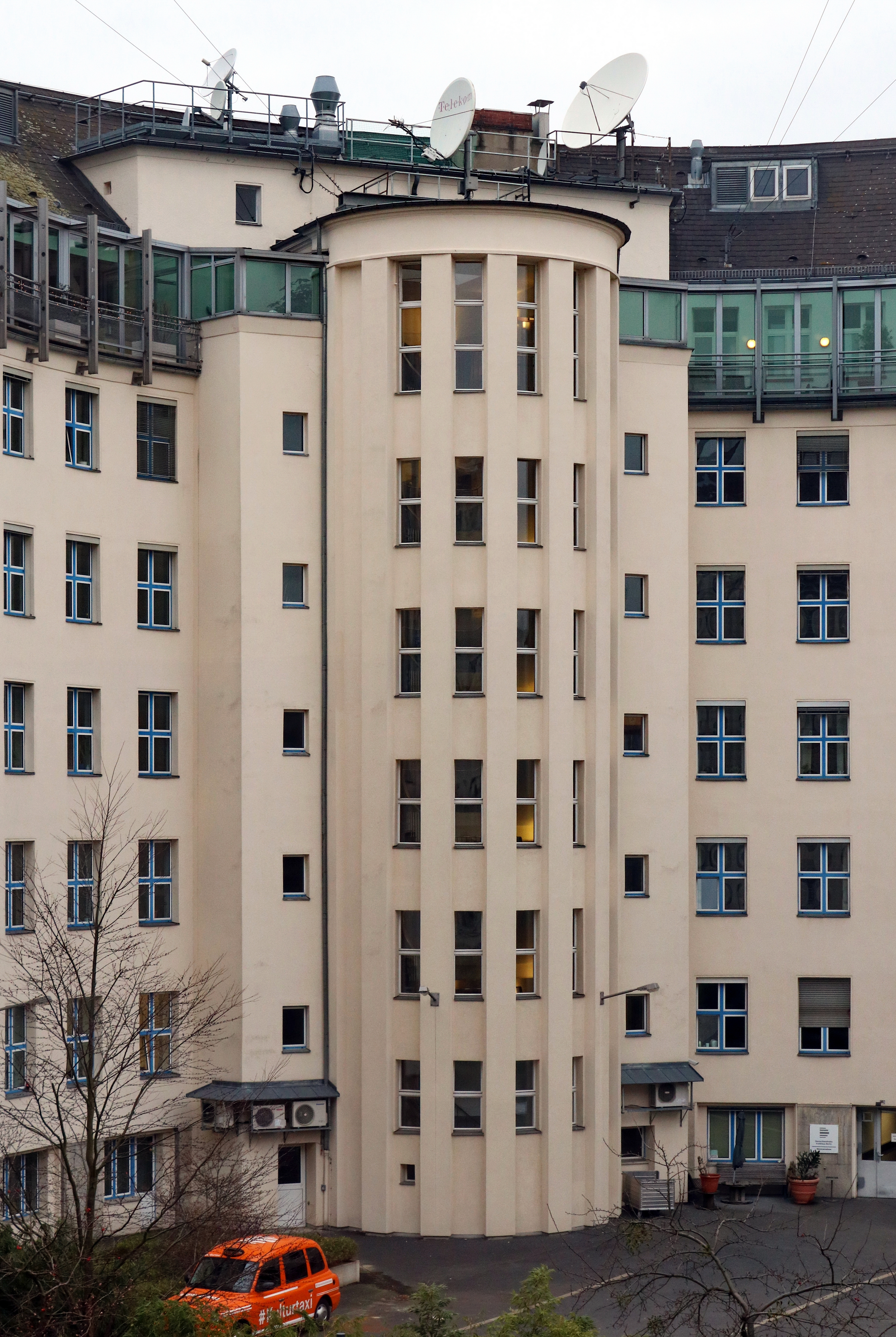
Das Treppenhaus ragt halbrund in den Hof

Dreh- und Angelpunkt ist das lichtdurchflutete halbrunde Treppenhaus, das nicht in das Gebäude integriert, sondern in der Mittelachse in die Hausrückwand eingebaut ist. So bleibt auf jeder Etage Raum für ein Foyer mit einer noch sichtbaren Pförtnerloge. Die elliptisch geschwungene Treppe und der Handlauf sind original erhalten. Durch das repräsentative Treppenhaus werden die unterschiedlich langen Gebäudeflügel erschlossen. Verglichen mit dem Haus des Rundfunks an der Masurenallee erscheint das RIAS-Funkhaus von den Ausmaßen her eher bescheiden.

## Nutzung nach 1945
Nach 1945 zerschlugen die Alliierten den I.G.-Farben-Konzern und beschlagnahmten in diesem Zuge auch das Vermögen der Bayerischen Stickstoffwerke AG, denn das Unternehmen hatte eng mit den Nationalsozialisten kooperiert.
Das Verwaltungsgebäude der Stickstoffwerke wurde requiriert und am 6. Juni 1948 zog der amerikanische Besatzungssender RIAS von seinem provisorischen Quartier im Fernamt Berlin in der Winterfeldtstraße in den im Krieg nur leicht beschädigten Borchard-Bau an der Kufsteiner Straße 69 um, der fortan fast 45 Jahre als Funkhaus diente. Einen Monat später, wenige Tage nachdem die Berlin-Blockade begonnen hatte, war die Einweihungsfeier.
Da das Gebäude eine moderne Stahlskelettkonstruktion ist und nur die Außenwände massiv gemauert sind, hat es keine tragenden Innenwände. Es konnte deshalb für die neue Nutzung problemlos umgebaut und den Bedürfnissen eines Rundfunksenders angepasst werden. Aus Chemielabors wurden Studios, Schneide- und Kontrollräume sowie Redaktionszimmer. Aus dem Raum für „Betriebsappelle“ wurde der große Sendesaal, in dem Hans Rosenthal und der Märchenerzähler „Onkel Tobias“ (Fritz Genschow) vor ihrem Publikum auftraten. Im 3. und 4. Obergeschoss wurden Studios, Tonträger und Schaltraum untergebracht, in den übrigen Stockwerken die Redaktionen und die Verwaltung. Das erste Mobiliar für das RIAS-Funkhaus kam per Schiff aus den USA. Aus den Gründertagen ist noch das historische Studio 5 erhalten.
Zwischen 1964 und 1974 wurde das Funkhaus durch einen viergeschossigen Anbau an der Fritz-Elsas-Straße 7/8 erweitert, in dem sich durchgehend von der ersten bis zur vierten Etage ein großes Musikstudio befindet. 1984 gab es im RIAS-Funkhaus insgesamt elf Studios.
Während des Kalten Krieges erhielt das RIAS-Funkhaus einen sehr hohen Bekanntheitsgrad, denn es wurde zu einem symbolträchtigen Ort für die ideologische und mediale Auseinandersetzung zwischen Ost und West, was durch die Nähe zum Rathaus Schöneberg, dem politischen Zentrum von West-Berlin, noch unterstützt wurde.
Mit dem Ende des Kalten Krieges und der deutschen Wiedervereinigung 1990 war auch das Ende des RIAS als Sendeanstalt absehbar. Am 31. Dezember 1993 wurde das Programm eingestellt und das Funkhaus wurde am 1. Januar 1994 Sitz von DeutschlandRadio Berlin (jetzt: Deutschlandfunk Kultur).
Im Jahr 1995 wurden das Gebäude sowie das RIAS-Logo auf dem Dach unter Denkmalschutz gestellt.
In den 2010er Jahren erfolgten im Haus Umbauten für die Erfordernisse des digitalen Rundfunks.
Seit März 2018 wird das Abendprogramm von Deutschlandfunk Nova im Gebäude produziert.